# ジャワーン・シング
ジャワーン・シング（Jawan Singh, 1821年7月2日 - 1838年8月30日）は、北インドのラージャスターン地方、ウダイプル藩王国の君主（在位：1828年 - 1838年）。

## 生涯
1821年7月2日、ウダイプル藩王国の君主ビーム・シングの息子として、ウダイプルで誕生した。
1828年 3月30日、父王ビーム・シングが死亡したことにより、王位を継承した。
1821年7月2日、ジャワーン・シングはウダイプルで死亡した。